# 仁安羌大捷纪念碑

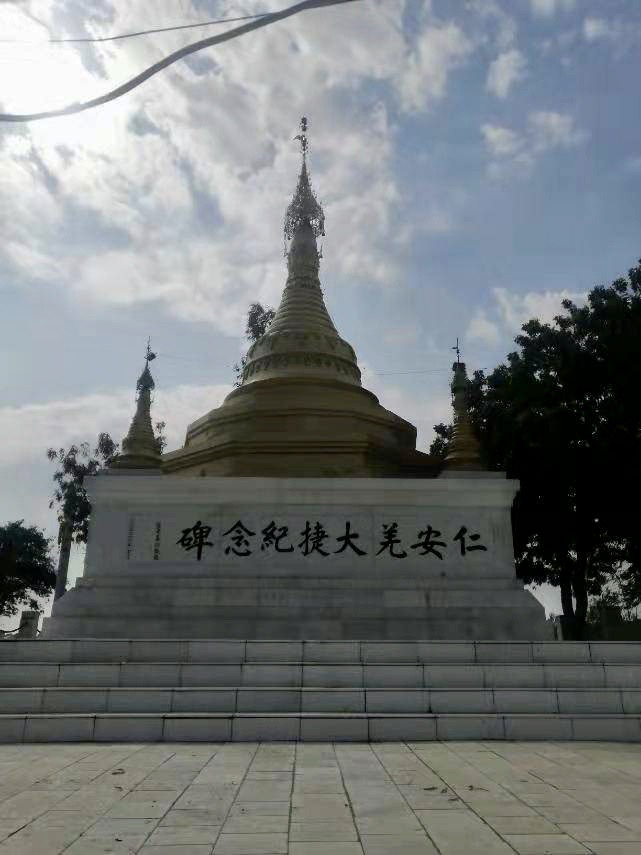
仁安羌大捷紀念碑

仁安羌大捷紀念碑位于緬甸仁安羌伊洛瓦底江畔，2013年1月13日落成，是首座位於中國境外的中國遠征軍紀念碑，其按照緬甸習俗建成亦碑亦塔的形式，座南朝北。2020年9月列入第三批国家级抗战纪念设施、遗址名录。